# Bizarro

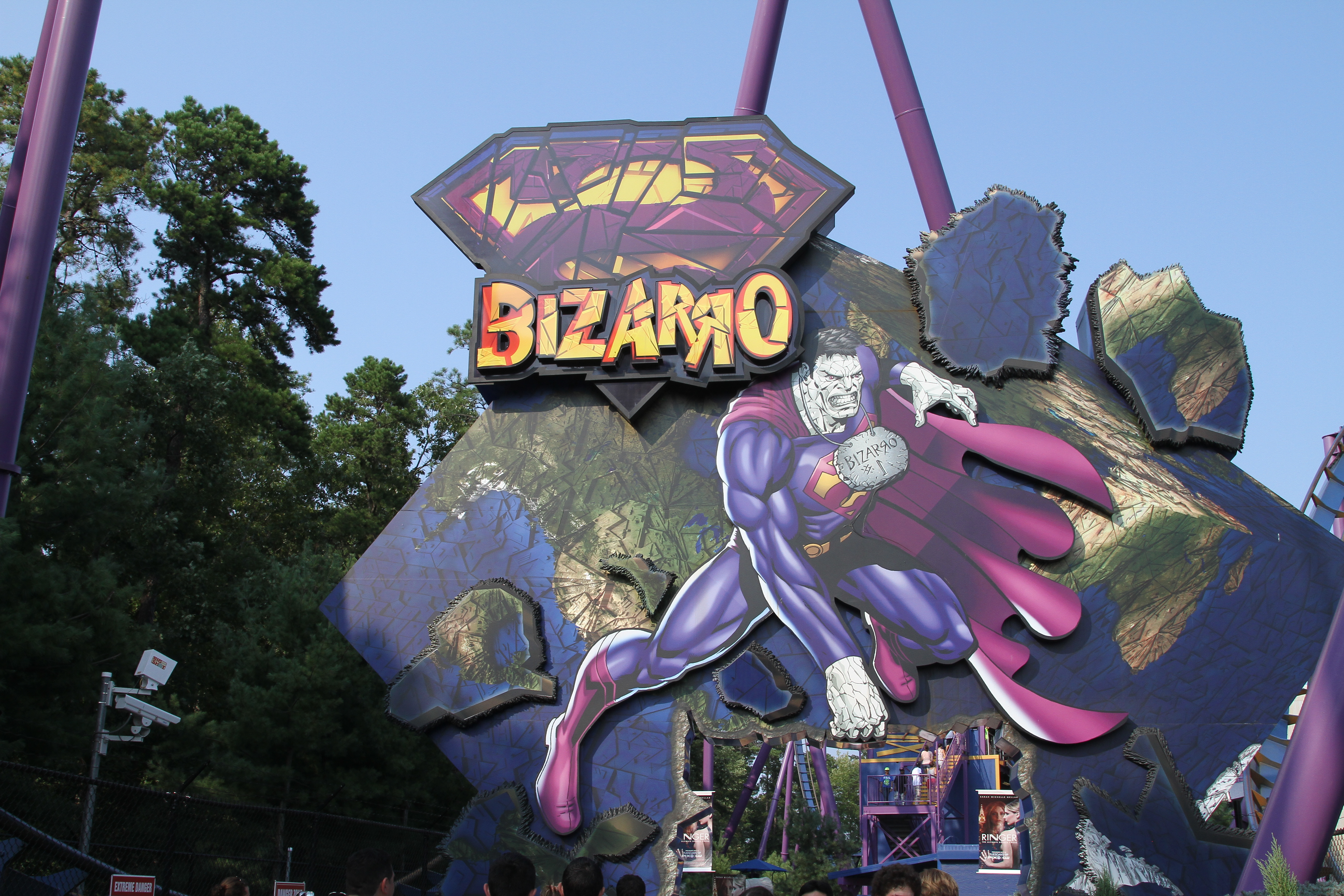
Bizarro vor der würfelförmigen Bizarro-Welt, darüber das gespiegelte Superman-Logo als Logo von Bizarro (? statt S; Achterbahn Bizarro, 2011)

Bizarro (engl.) ist eine fiktive Figur im Besitz des US-amerikanischen Unterhaltungskonzerns Time Warner.
Als eigenständiger Charakter war Bizarro der Titelheld der zwischen den 1960er und den 1980er Jahren erschienenen Comicserie Tales of the Bizarro World. Zudem hat der Charakter beziehungsweise der Begriff Bizarro auf vielfältige Weise Eingang in die US-amerikanische Umgangssprache und Popkultur gefunden: Als Vokabel in der US-amerikanischen Umgangssprache bezeichnet Bizarro einen „bösen Zwilling“ oder ein „verzerrtes Spiegelbild“ einer Person, beziehungsweise als Kompositum in Verbindung mit anderen Begriffen die ins Gegenteil/Negative verkehrte Version eines beliebigen Objektes, einer Institution, einer Idee oder Vorstellung. So bewarb die amerikanische Fernsehserie Alles Betty! sich selbst beispielsweise augenzwinkernd mit dem Slogan The Bizarro Version of Sex and the City. In der amerikanischen Popkultur diente Bizarro unter anderem als Namenspate einer Punk-Rock-Band – The Bizarros – und eines Genres der Underground-Literatur, der sogenannten Bizarro fiction.

## Veröffentlichungen
Neben zahllosen Auftritten als Gaststar in Superman-Geschichten ist Bizarro vor allem der Titelheld der sogenannten Tales of the Bizarro World, die seit 1959 in loser Folge und in wechselnder Form veröffentlicht werden.
Tales of the Bizarro World erschien unter anderem als festes Feature in den Serien Action Comics (ab US-Action Comics #264) und 1961/1962 Adventure Comics, deren Titelbilder der Bizarro-Charakter ab Ausgabe #286 wiederholt schmückte. In den Adventure Comics ersetzten die Bizarro-Geschichten ab der Ausgabe #285 vom Juni 1961 die älteren Reihen Congorilla und Aquaman. Umgekehrt war der Reihe selbst allerdings auch nur eine relativ kurze Halbwertszeit vergönnt: Nachdem es sich verbraucht hatte, wurde das Bizarro-Feature letztmals in der Ausgabe #299 der Adventure Comics veröffentlicht, um ab Ausgabe #300 (September 1962) seinerseits durch die Science-Fiction-Reihe Legion der Superhelden ersetzt zu werden.
In den 1990er Jahren erschien die sich mit Bizarro befassende Miniserie A Bizarro von Mark Bright, der in den 2000er Jahren die Anthologie-Bände Bizarro Comics und Bizarro World folgten, die beide jeweils mehrere ausgefallene Geschichten versammelten, die um die Bizarro-Thematik kreisten.

## Comicfigur Bizarro
Die Comicfigur Bizarro wurde 1958 von dem Science-Fiction-Schriftsteller Otto Binder als ein ins Gegenteil verkehrtes Spiegelbild des Comichelden Superman entwickelt. Binder benutzte Bizarro erstmals als Figur in dem Comicheft US-Superboy #68, das im Oktober 1958 erschien. Illustriert wurde dieses Heft von dem Zeichner George Papp, der somit der Schöpfer von Bizarros charakteristischem Erscheinungsbild ist: Papp visualisierte Bizarro als einen Superman in Statur und Erscheinungsbild in extremer Weise ähnelnden Mann, der wie der Superheld ein rot-blau-gelbes Kostüm mit Cape und S-Emblem auf der Brust trug, bei dem die Farben in ähnlicher Weise auf unterschiedliche Kleidungsteile verteilt waren wie bei dem Kostüm des Superhelden. Trotz dieser frappanten Ähnlichkeit sah Bizarro bei Papp zugleich gänzlich anders aus als sein Vorbild: Seine Haut wurde anders als die natürlich fleischfarbene Haut Supermans als ein kreideweiß-gräulich colorierter Überzug dargestellt und sein Gesicht im Gegensatz zu Supermans klassisch-schöner Heroen-Physiognomie als kantig-grobschlächtig und ansatzweise entstellt gestaltet.
Papps Konzept ist bei gelegentlicher Variation von Details bis heute bei allen graphischen Verwendungen von Bizarro in Comicstrips, Zeichentrickserien, Webcartoons, Werbeplakaten und ähnlichem beibehalten worden.
Kritiker, Superman-Fans und Anthropologen haben Supermans verzerrtes Spiegelbild häufig als eine Metapher auf die Sowjetunion interpretiert, da man vermeinte, in Bizarros Verhältnis zu Superman als dessen geborenem Antipoden eine Parallele zum Verhältnis der Vereinigten Staaten – als deren symbolischen Verkörperung Superman in den 1950er Jahren weithin galt – in den 1950er Jahren zur Sowjetunion als ihren „natürlichen Antipoden“ zu erkennen.

### Bizarro-Versionen

#### Klassisch
Der klassische Bizarro ist ein Wesen, das erstmals in dem Comicheft US-Superboy #68 vorgestellt wurde. Dort erscheint er als eine Kreatur, die erschaffen wird, als Supermans jugendliches Ich Superboy bei einer Testvorführung von einem von dem Wissenschaftler Professor Peterson entwickelten Duplikationsstrahl getroffen wird. Am Ende dieser Geschichte wird Bizarro zerstört, da seine Struktur instabil ist; seine Zerstörung setzt dabei Stoffe frei, die einem blinden Mädchen das Augenlicht zurückgeben.
Später wiederholt Supermans Erzfeind Lex Luthor Petersons Experiment, indem er den Duplikationsstrahl nachbaut und auf den erwachsenen Superman richtet. Seine Hoffnung, einen ihm hörigen eigenen Superman zu erschaffen, mit dem er seinen Gegner vernichten kann, erfüllt sich jedoch nicht: Der von ihm geschaffene Anti-Superman entwickelt stattdessen seinen eigenen Kopf und sagt sich von Luthor los, um – mit eher bescheidenem Erfolg – Superman nachzueifern und als Held für das Gute zu streiten. Dieser Bizarro-Charakter tritt fortan über mehr als zwanzig Jahre bis 1986 immer wieder in den Superman-Comics auf. Nachdem Bizarro von einem Kometen getroffen wird, werden seine – Superman bis dahin sehr ähnlichen Kräfte – ins Gegenteil verkehrt: Während Superman über Hitzeblick verfügt, verfügt Bizarro über Kälteblick, während Superman einen Röntgenblick besitzt, besitzt Bizarro ein Röntgengehör usw. Und während Supermans größte Schwachstelle seine Verwundbarkeit durch grünes Kryptonit ist, ist Bizarro gegenüber einer als blaues Kryptonit bezeichneten Substanz empfindlich. Um den tollpatschigen Störenfried aus dem Verkehr zu ziehen, überträgt Superman ihm später den Auftrag, einen menschenleeren, würfelförmigen Planetoiden zu beschützen, der mit weiteren durch die Benutzung des Duplikations-Strahlers erschaffenen Bizarro-Kreaturen (verdrehte Kopien von Supermans Freunden und Bekannten) bevölkert wird. Letztmals taucht dieser Bizarro 1986 in der US-Ausgabe Superman #426 auf, in der er mit Hilfe von blauem Kryptonit Selbstmord begeht, um durch seinen Tod zum perfekten Gegenteil des lebenden Superman zu werden.

#### Modern
Nach dem Neustart der Superman-Serie 1986 wurde Bizarro in zwei verschiedenen, gleichberechtigt nebeneinanderstehenden Interpretationen in die neue Serie integriert: Die eine Version von Bizarro ist dabei das Produkt eines mehrfach wiederholten – und immer wieder missglückenden – Versuchs der Firma LexCorp, einen ihr gefügigen Klon von Superman zu erschaffen, während die zweite, moderne Version von Bizarro ein vom Joker als verzerrtes Spiegelbild Supermans ersonnenes Kunstgeschöpf darstellt, das durch die Magie des Zauberers Mr. Mxyzptlk zum Leben erweckt worden ist.
Insgesamt handeln drei Geschichten von Versuchen Luthors beziehungsweise seiner Ehefrau, der Contessa del Portenza, Superman zu klonen. Die erste Geschichte dieser Art findet sich in #5 der US-Miniserie Man of Steel von 1986 (Autor und Zeichner: John Byrne): Dort erschafft der chinesische Arzt Doktor Teng in Luthors Auftrag mit Hilfe eines Scans von Supermans DNA einen vermeintlichen Klon Supermans. Nach Luthors Plan soll dieser Klon in jeder Eigenschaft mit Superman identisch sein – nur mit dem einen Unterschied, dass der Klon keinen eigenen Willen haben soll, sondern ihm, Luthor bis ins letzte ergeben sein soll. Nachdem es kurzzeitig so aussieht, als ob das Experiment geglückt sei, kollabiert der Klon: Sein Gesicht verzerrt sich und seine Haut färbt sich in das Bizarro-typische Weiß früherer Zeiten. Luthor, der das Wesen für tot hält, wertet das Experiment als Fehlschlag und lässt den „Leichnam“ entsorgen. Der Klon – der noch lebt – erwacht zu neuem Leben, macht sich selbstständig und terrorisiert fortan Metropolis mit unbeholfenen Heldentaten. Am Ende der Geschichte wird die Kreatur aufgrund ihrer „zellulären Instabilität“ im Kampf mit Superman zerstört.
In einer fünfteiligen Geschichte von 1994 (A Bizarro) wiederholt Luthor das Klonexperiment, das Bizarro geschaffen hatte, in der Hoffnung, aus dem Körper des Klons ein Heilmittel für eine Krankheit gewinnen zu können, an der er, Luthor, in den Superman-Geschichten dieser Zeit leidet. Dieser zweite Bizarro kann aus Luthors Labor entkommen, entführt Supermans Freundin Lois Lane, verschleppt sie in ein Warenhaus, das er als Bizarro World hergerichtet hat und versucht mehrfach, sie mit vermeintlichen Heldentaten zu beeindrucken. Am Ende der besagten Geschichte geht dieser Bizarro wie sein Vorgänger an der Instabilität seines Organismus zugrunde. Einen dritten Klon-Bizarro erschafft Luthors Ehefrau in dem Comicheft Superman. Forever von 1998, indem sie den Wissenschaftler Dabney Donovan damit beauftragt, das Bizarro-Experiment abermals zu wiederholen. Die Contessa hetzt diesen Bizarro auf ihren Ehemann, um sich für einen Anschlag auf ihr Leben zu rächen, lässt ihn ihre eigene Tochter entführen und Metropolis in ein – harmloses – Chaos stürzen, bevor sie ihn während seiner Konfrontation mit Superman per Fernsteuerung zerstört.
In US-Superman #160 wird ein Bizarro mit einem dezidiert anderen Hintergrund vorgestellt: In dieser Geschichte werden wahnhafte Vorstellungen des Joker – eigentlich ein Feind Batmans – von Supermans Widersacher Mr. Mxyzptlk, einem Magier aus der sogenannten 5. Dimension, durch Zauberei in die Realität gebracht. Anders als die Klon-Bizarros stirbt dieser Bizarro nicht am Ende der Geschichte, in der er ins Leben geholt wird. Stattdessen lässt er sich in einer Gruft auf einem Friedhof außerhalb von Supermans Heimatstadt nieder, den er als Graveyard of Solitude zu seiner Basis erklärt. In späteren Geschichten liefert sich Bizarro ein Wettrennen mit dem verrückten Professor Zoom, bildet ein Team mit dem Batman-Duplikat Batzarro, entdeckt seine größte Schwäche (gelbes Kryptonit) und wird einmal von Lex Luthor und ein anderes Mal von dem bösen General Zod gefangen genommen und als Bauer in ihren gegen Superman gerichteten Plänen missbraucht.
Während die Lexcorp-Bizarros in den betreffenden Geschichten kaum sprechen und eher tragisch-ernste Charaktere sind, ist der Joker-Bizarro ein liebenswerter Chaot: Neben den sprachlichen und logischen Schrullen der ursprünglichen Bizarro-Figur (stets das Gegenteil des Gemeinten sagen, stets das Gegenteil des logisch Gebotenen tun) und dem verkehrten S-Emblem auf seinem Superman-Kostüm trägt er als auffälligstes Merkmal ein Bizarro No. 1 Amulett aus Stein als Glücksbringer um seinen Hals.

#### Alternativ
Im Laufe der Jahre sind zudem verschiedene Alternativ-Varianten des Bizarro-Charakters benutzt worden, die meist jedoch nur vereinzelt – und nicht regelmäßig – auftreten: So trat in der Superboy-Serie der 1990er Jahre ein Bizarro-Superboy auf, dessen Herkunft in der betreffenden Geschichte auf einen Versuch der Genforschungseinrichtung Cadmus zurückgeführt wurde.
Weitere Bizarro-Kreaturen sind ein Bizarro-Supergirl, das in einer Ausgabe der Supergirl-Serie der 1990er/frühen 2000er von dem Schurken Two-Face erschaffen wurde, sowie die von Brainiac 5.1. erschaffene Bizarro-Legion und das rückwärts laufende Pferd Bizarabo.
In der Elseworld-Geschichte Superman: Red Son erscheint Bizarro als ein von Luthor erschaffener Superman-Klon, der dem „Super-Kommunisten“ Superman gegenübergestellt wird, während die Miniserie The Nail mit einer ganzen Legion von Bizarros aufwartet, die dem Schurken der Miniserie als Handlanger dienen. Der graphische Roman The Superman Monster wartet mit einer Superman-Version auf, die stark an Bizarro erinnert, und in dem One-Shot Spider-Boy wird Bizarro mit der im Besitz von Marvel Comics befindlichen Figur „Carnage“ zu einer neuen Figur namens „Bizarnage“ verschmolzen.

### Bizarro-Welt
Die Bizarro-Welt (engl. Bizarro World) [auch Earth-O oder Htrae – rückwärts gelesen Earth (engl. für Erde) – genannt] ist der Schauplatz der meisten Geschichten, die von Bizarros Solo-Abenteuern handeln. Entsprechend dem Leitprinzip der Bizarro-Geschichten, die Superman und seine Welt überall, wo dies möglich ist, ins Gegenteil zu verkehren, ist die Bizarro-Welt kein runder, sondern ein würfelgestaltiger Planet. Anders als die Erde, die um eine gelbe Sonne kreist, kreist die Bizarro-Welt um eine blaue Sonne. Und anders als auf der Erde, wo alle danach streben, möglichst gut und perfekt zu arbeiten, gilt auf der Bizarro-Welt das Gesetz des sogenannten Bizarro-Kodex, der besagt, dass „es ein Verbrechen ist, irgendetwas richtig zu machen“ („… is big crime to make anything perfect on Bizarro World“).
Außer von Bizarro wird die Bizarro-Welt von verdrehten Versionen der Superman-Nebenfiguren (Bizarro-Perry White, Bizarro-Jimmy Olsen) und Schurken (Bizarro-Kltpzyxm) sowie anderer Comichelden, deren Abenteuer der DC-Verlag, dem die Rechte an Superman gehören, verlegt, bewohnt. So beispielsweise der Anti-Batman Batzarro, oder Yellow Lantern als Gegenstück zu dem Sci-Fi-Helden Green Lantern. Der Sprachgebrauch und die Sitten auf Bizarro-Welt sind ebenfalls ins Gegenteil der Erde verkehrt: So sagt man dort etwa – grammatikalisch wie semantisch verdrehend – „Mich sein glücklich“ wenn man meint „Ich bin unglücklich“, oder sagt „Mich dich hassen“ um zu sagen „Ich liebe dich“. Während es auf der Erde als verwerflich gilt, Verbrechen zu begehen, wird es auf Bizarro-Welt als Sünde angesehen, ehrlich durchs Leben zu gehen, und während irdische Banken damit werben, das Geld ihrer Kunden zu vermehren, preisen die Banken auf Bizarro-Welt ihre Fähigkeit an, das Geld ihrer Kunden sinnlos zu verschleudern. Der Gebrauch des Gegenteil-Konzeptes wurde allerdings sehr inkonsequent durchgezogen: So wurden häufig grammatikalisch korrekte Sätze benutzt, die nur inhaltlich das Gegenteil des Gesagten bedeuten sollten oder grammatikalisch verdrehte Sätze benutzt, die semantisch so gemeint waren wie sie geschrieben wurden.
Die Tales of the Bizarro World waren von 1961 bis 1962 ein festes Backup-Feature in der Comicserie Adventure Comics. Danach wechselte das Feature ständig innerhalb diverser Superman-Serien, wie Superman, Superman Family oder Action Comics, in denen die Bizarro-Abenteuer im hinteren Teil der Hefte abgedruckt wurden.

## Der BegriffBizarroals Referenzmarke der amerikanischen Pop-Kultur
Bizarro hat in der Vergangenheit auf vielfache Weise Einzug in die US-amerikanische Pop-Kultur gefunden. Insbesondere wurde die Figur häufig in anspielungshafter Weise in verschiedene US-amerikanischen Fernsehserien und -shows eingebaut: So widmete die, in New York City spielende, Comedy-Serie Seinfeld dem Bizarro-Konzept gleich eine ganze Folge, die unter dem Titel The Bizarro Jerry firmierte. Die Serie South Park griff das Bizarro-Thema in der Episode #105 (An Elephant Makes Love to a Pig) auf, in der eine Bizarro-Version des Charakters Stan Marsh, einem der Hauptcharakter der Serie, das verschlafene amerikanische Kleinstädtchen South Park, den Schauplatz der Serie, in Unruhe versetzt. Die Macher der Comedy-Show Saturday Night Live parodierte indessen das Bizarro-Thema in den 1980er Jahren häufig in einer Sketchreihe, in der sie immer wieder ihren eigenen Heimatsender, NBC, als The Bizarro Network karikierten.
Der amerikanische Satiriker Al Franken benutzte das Bizarro-Konzept in seinem Buch Rush Limbaugh is a Big Fat Idiot and Other Observations, in dem er den republikanischen Politiker Newt Gingrich als „Bizarro Newt“ verspottete.
Häufige Verweise auf Bizarro finden sich auch in satirischen Zeichentrick-Serien wie Die Simpsons oder Drawn Together: Während die Superman-Parodie Captain Hero in Drawn Together eine Bahnhofstoilette, in der er ein homosexuelles Erlebnis hatte, als Bizarro World bezeichnet, bezeichnet der Nebencharakter Comicbook Guy in den Simpsons-Folgen The Furious Yellow und Worst Episode Ever seine ihm als verdreht erscheinende Umgebung wiederholt als Bizarro World.
Weitere Innuendos auf Bizarro finden sich in der Folge Ripple Effect der Sci-Fi-Serie Stargate – in der von The Bizarro SG-1 die Rede ist- und in der Folge The Wish der Mystery-Serie Buffy – Im Bann der Dämonen und der Folge You're Welcome der Buffy-Spin-off-Serie Angel – Jäger der Finsternis, in denen der Charakter Cordelia Chase ihre Umgebung jeweils verächtlich als Bizarro World bezeichnet.
Neben der Band Bizarros, die sich nach dem Anti-Superman benannt hat, finden sich Bizarro-Referenzen in der amerikanischen Musik vor allem bei der Band None more Black, die Bizarro den Song Bizarro Me gewidmet hat.

## Adaptionen in anderen Medien
Adaptionen des Bizarro-Charakters wurden abseits der Comics auch in zahlreichen anderen Medien benutzt: So trat Bizarro als Figur in diversen Superman-Zeichentrickserien wie The Super Friends (US-Synchronstimme: Bill Calloway), The Super Powers Team (US-Synchronstimme: Danny Dark), Superman: The Animated Series (US-Synchronstimme: Tim Daly) und Justice League Unlimited auf. In der mit realen Darstellern gedrehten Fernsehserie Smallville trat eine Adaption von Bizarro in der letzten Episode (Phantom) der 6. sowie der ersten (Bizarro), neunten (Gemini) und zehnten (Persona) Episode der 7. Staffel auf.
Eine weitere Real-Version der Figur trat – verkörpert von Dean Cain – in der Serie Superman – Die Abenteuer von Lois & Clark auf, während eine weitere Variante der Figur, dargestellt von Barry Meyers, in sieben Folgen der Superboy-Serie der späten 1980er und frühen 1990er auftrat (Bizarro the Thing of Steel, The Battle with Bizarro, Bride of Bizarro, To Be Human). In all diesen Versionen war Bizarro eine von Lex Luthor oder Professor Potter geschaffene Kreatur, die über weite Strecken in Aussehen, Charakter, Verhalten usw. mit dem Bizarro der Comics identisch war.
Computerspiele, in denen Bizarro auftaucht, sind Superman 64, Injustice 2, Superman: Man of Steel und die Adaption des Kinofilms Superman Returns, in der er sogar ein spielbarer Charakter ist.